# Leihezwang
Leihezwang bezeichnet in der Geschichtswissenschaft den Zwang des Lehnsherrn, ein ihm heimgefallenes Lehen wieder neu verleihen zu müssen.
Heinrich Mitteis wollte in den 1930er Jahren die Ursachen für die Kleinstaaterei ergründen. Er verglich dazu das Lehnrecht in Deutschland und Frankreich. Die Verfassungsunterschiede in Frankreich und dem Reich wollte er mit der Rechtsnorm eines Leihezwangs erklären. Ausgangspunkt für seine Überlegungen war der Sturz Heinrichs des Löwen 1180/81. Der Kölner Erzbischof Philipp erhielt die westliche Hälfte Sachsens, der östliche Teil fiel an Bernhard von Anhalt. Das verkleinerte Herzogtum Bayern bekam Otto von Wittelsbach. Das Kaisertum von Friedrich Barbarossa hatte von den heimgefallenen Herzogtümern nicht profitiert, sondern diese wieder ausgegeben. Mitteis fragte sich, warum der Kaiser den mächtigen Güterkomplex nicht einbehalten und dem Reichsgut zugeordnet habe. Als Ursache dafür vermutete Mitteis den Leihezwang. Im Unterschied zu Frankreich sei der Lehnsherr in Deutschland durch das Lehnrecht dazu gezwungen worden, ein heimgefallenes Lehen binnen Jahr und Tag wieder auszugeben. Die Lehre vom Leihezwang fand Mitteis jedoch nicht schon zu Lebzeiten Barbarossas, sondern leitete sie aus dem Sachsenspiegel des Eike von Repgow ab. Mitteis bündelte seine Sichtweise in seinem 1933 erschienenen Buch Lehnrecht und Staatsgewalt. Bereits Herbert Gunia hatte in seiner bei Robert Holtzmann verfassten und 1938 veröffentlichten Dissertation den Leihezwang bestritten. Er konnte sich jedoch mit seiner Ansicht in der Forschung nicht durchsetzen. Eine kritische Rezension von Mitteis zu der Arbeit Gunias beendete für längere Zeit die Diskussion um den Leihezwang. Mitteis hat die Lehre vom Leihezwang geradezu „zum Eckstein der Verfassungsgeschichte gemacht“. Werner Goez hat den Leihezwang 1962 widerlegt. Er konnte zeigen, dass es eine allgemeine Rechtsnorm dafür im Reich nicht gegeben hat.